# 川棚温泉駅
川棚温泉駅（かわたなおんせんえき）は、山口県下関市豊浦町大字川棚にある、西日本旅客鉄道（JR西日本）山陰本線の駅である。
川棚温泉最寄駅である。事務管コードは▲800714。

## 歴史
- 1914年（大正3年）4月22日：長州鉄道の駅として開設[1]。客貨取扱開始[3]。
- 1925年（大正14年）
  - 6月1日：長州鉄道線幡生以北国有化、鉄道省小串線（現・山陰本線）の駅となる。但し一車積特種扱貨物・貸切扱貨物は線内の貨物取扱駅間のみ取扱[4]。
  - 8月5日：同日より小串線外各駅相互間との一車積特種扱貨物・貸切扱貨物取扱[5]。
- 1933年（昭和8年）2月24日：小串線が山陰本線に編入、同線所属に変更[6]。
- 1963年（昭和38年）2月1日：貨物取扱廃止[3]。
- 1984年（昭和59年）2月1日：荷物扱い廃止[3]。
- 1987年（昭和62年）4月1日：国鉄分割民営化に伴い、JR西日本の駅となる[3]。

## 駅構造
単式ホーム1面1線を有する地上駅（停留所）で、旧下りホームに下関方面行きと小串方面行きの双方が発着する。以前は相対式ホーム2面2線であったが旧上りホームが廃止され、現在は使用されなくなったホームには、地元住民による花壇が作られている。
無人駅。自動券売機が設置されている。

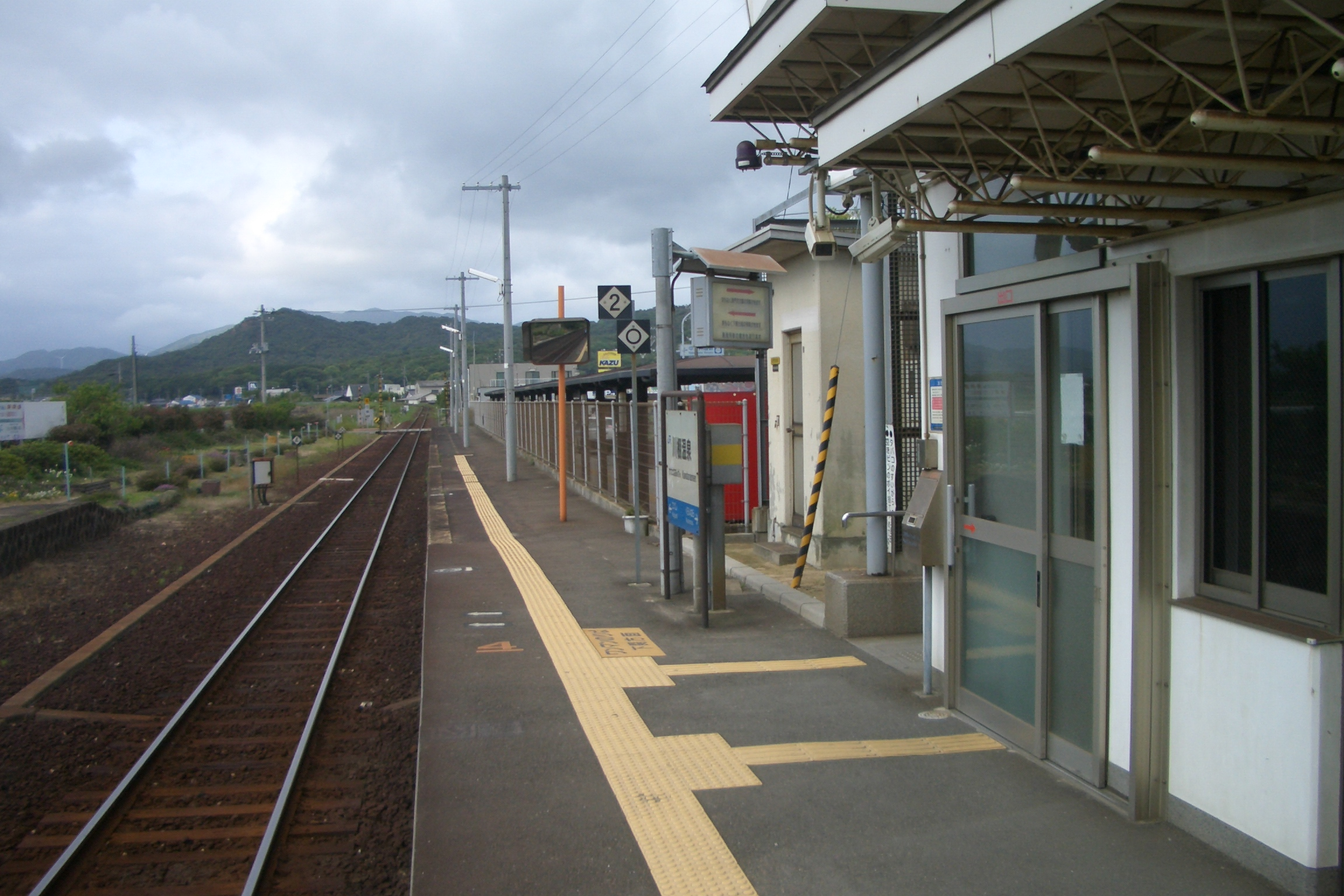
ホーム（2010年5月）
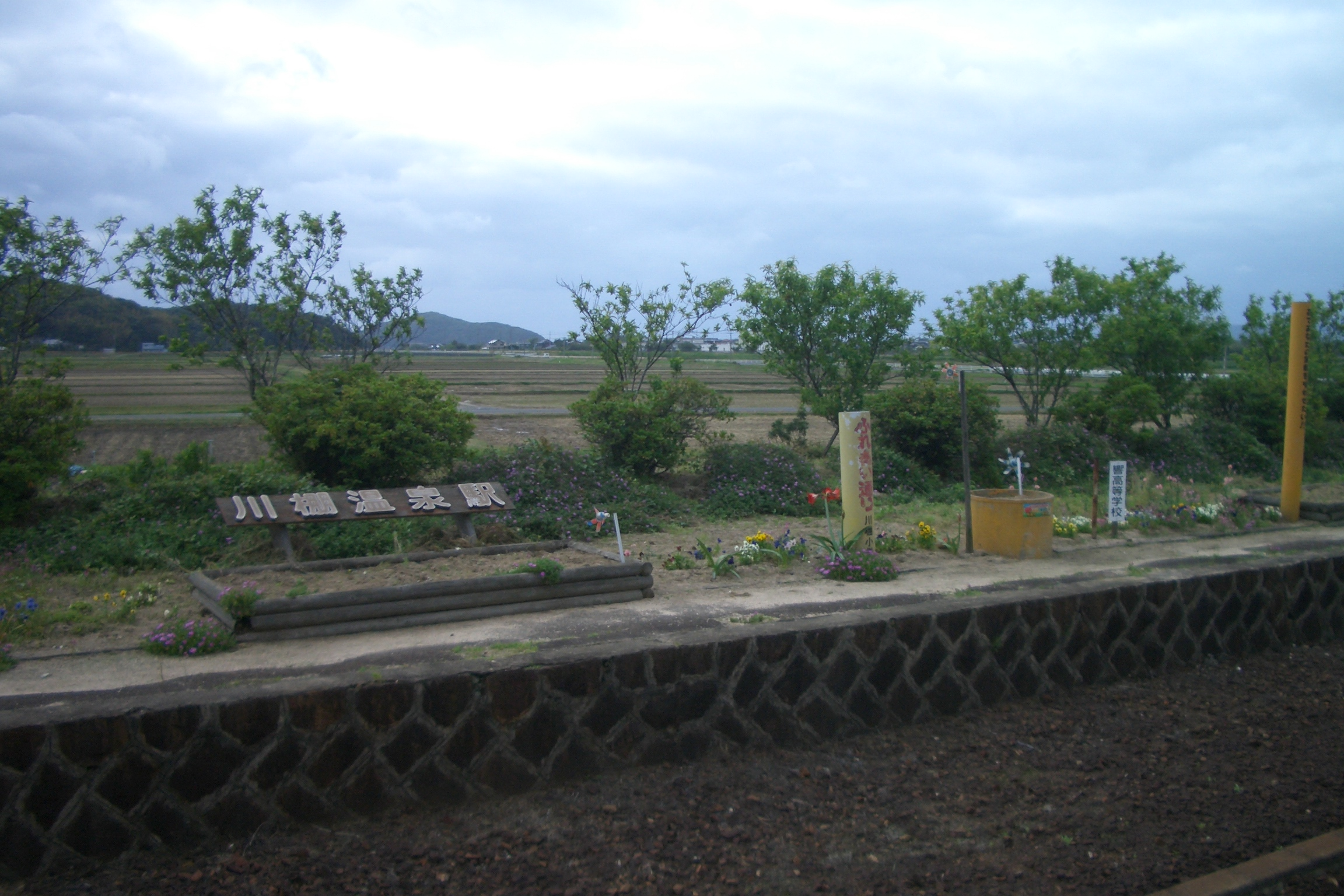
以前使用されていたホームは花壇となった（2010年5月）

### コミュニティセンター
2002年に地域のコミュニティセンター「豊浦コミュニティ情報プラザ」との合築構造に建て替えられている。

## 利用状況
近年の1日平均乗車人員の推移は以下の通り。2023年の1日当たりの利用者数は698人、年間利用客数は12万7862人である。
| 乗車人員推移 | 乗車人員推移 |
| 年度         | 1日平均人数  |
| ------------ | ------------ |
| 1999         | 614          |
| 2000         | 591          |
| 2001         | 559          |
| 2002         | 521          |
| 2003         | 529          |
| 2004         | 529          |
| 2005         | 503          |
| 2006         | 493          |
| 2007         | 487          |
| 2008         | 485          |
| 2009         | 483          |
| 2010         | 471          |
| 2011         | 446          |
| 2012         | 423          |
| 2013         | 433          |
| 2014         | 417          |
| 2015         | 414          |
| 2016         | 390          |
| 2017         | 382          |
| 2018         | 374          |
| 2019         | 392          |
| 2020         | 326          |
| 2021         | 316          |
| 2022         | 341          |
| 2023         | 349          |

## 駅周辺
駅舎側は市街地だが、反対側は田畑である。駅のすぐ近くに市の総合支所（旧町役場）があるが、豊浦地区のその他の行政機関は隣の小串駅周辺に所在する。
駅前を国道191号が通過し、駅のすぐそばに山口県道40号豊浦清末線（青龍街道）との交差点（川棚交差点）がある。
- 川棚温泉：駅前から約1.8km
- 下関市立川棚小学校
- 栄町簡易郵便局
- 下関市役所豊浦総合支所（旧・豊浦町役場）
- ゆめマート川棚
- ダイレックス豊浦店
- 山口銀行 豊浦支店

なお、以前当駅から川棚温泉まで鉄道路線（温泉鉄道）建設が行われた。未成に終わったその路盤跡は、ほぼ青龍街道に転用されている。

### バス路線
駅から約150メートル離れた豊浦総合支所前の県道40号線上に「川棚駅」停留所があり、サンデン交通とブルーライン交通のバスが通る。
- サンデン交通：1路線を運行、概ね1 - 2時間に1便運行されている。
  - 川棚温泉方面
  - 豊洋台・吉見駅・横野・綾羅木・山の田・東駅・唐戸・下関駅方面
- ブルーライン交通
  - 川棚温泉方面
  - 豊浦病院・豊浦総合支援学校・小串駅・福徳稲荷・湯玉駅・大河内温泉・横道・浜井場・宇賀本郷・土井ヶ浜・特牛港・肥中方面
  - 涌田・松谷・吉永・黒井村駅・室津・室津上・豊洋台方面

## 隣の駅
西日本旅客鉄道（JR西日本）
■山陰本線
小串駅 - 川棚温泉駅 - 黒井村駅